# 1927

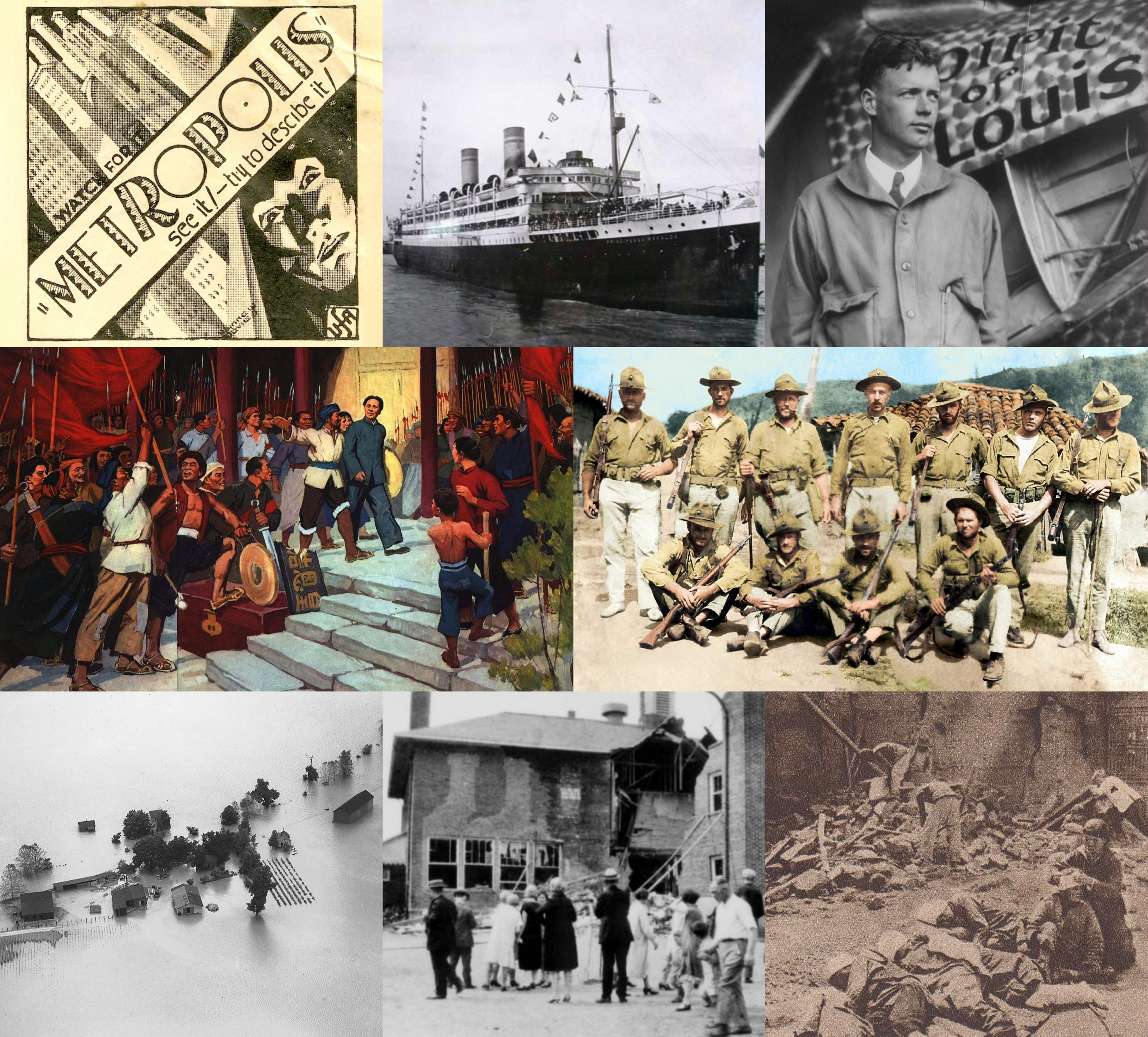

1927 (MCMXXVII) là một năm thường bắt đầu vào Thứ bảy của lịch Gregory, năm thứ 1927 của Công nguyên hay của Anno Domini, the năm thứ 927  của thiên niên kỷ 2, năm thứ 27  của thế kỷ 20, và năm thứ  8   của thập niên 1920. 

## Sự kiện

### Tháng 2
- 6 tháng 2: Long Vân phát động chính biến Nam Kinh.
- 21 tháng 2: Bắc Kinh được đổi tên thành Bắc Bình.

### Tháng 3
- 19 tháng 3: Quốc Dân Đảng phát biểu công nông tuyên ngôn.
- 24 tháng 3: Quân cách mạng quốc dân giải phóng Nam Kinh

### Tháng 4
- 12 tháng 4: Thượng Hải được giải phóng đồng thời xảy ra sự kiện 412 thanh trừ cộng sản Trung Quốc.
- 14 tháng 4: Tưởng Giới Thạch thành lập chính phủ Nam Kinh.

### Tháng 7
- 13 tháng 7: Đảng Cộng sản Trung Quốc li khai chính phủ khỏi Chính phủ Quốc Dân
- 15 tháng 7: Tại Vũ Hán, Uông Tinh Vệ  phát động binh biến.

### Tháng 8
- 1 tháng 8: Khởi nghĩa Nam Xương

### Tháng 12
- 1 tháng 12: Tưởng Giới Thạch và Tống Mỹ Linh kết hôn tại Thượng Hải
- 11 tháng 12: Khởi nghĩa Quảng Châu

## Sinh

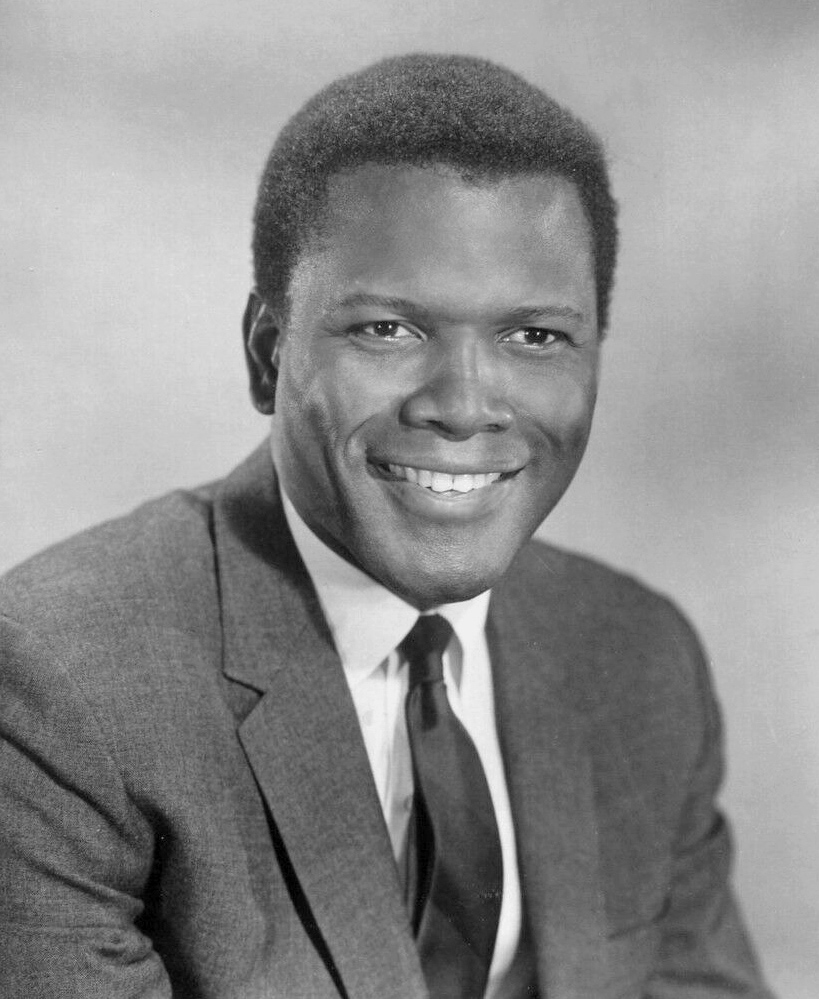
Sidney Poitier

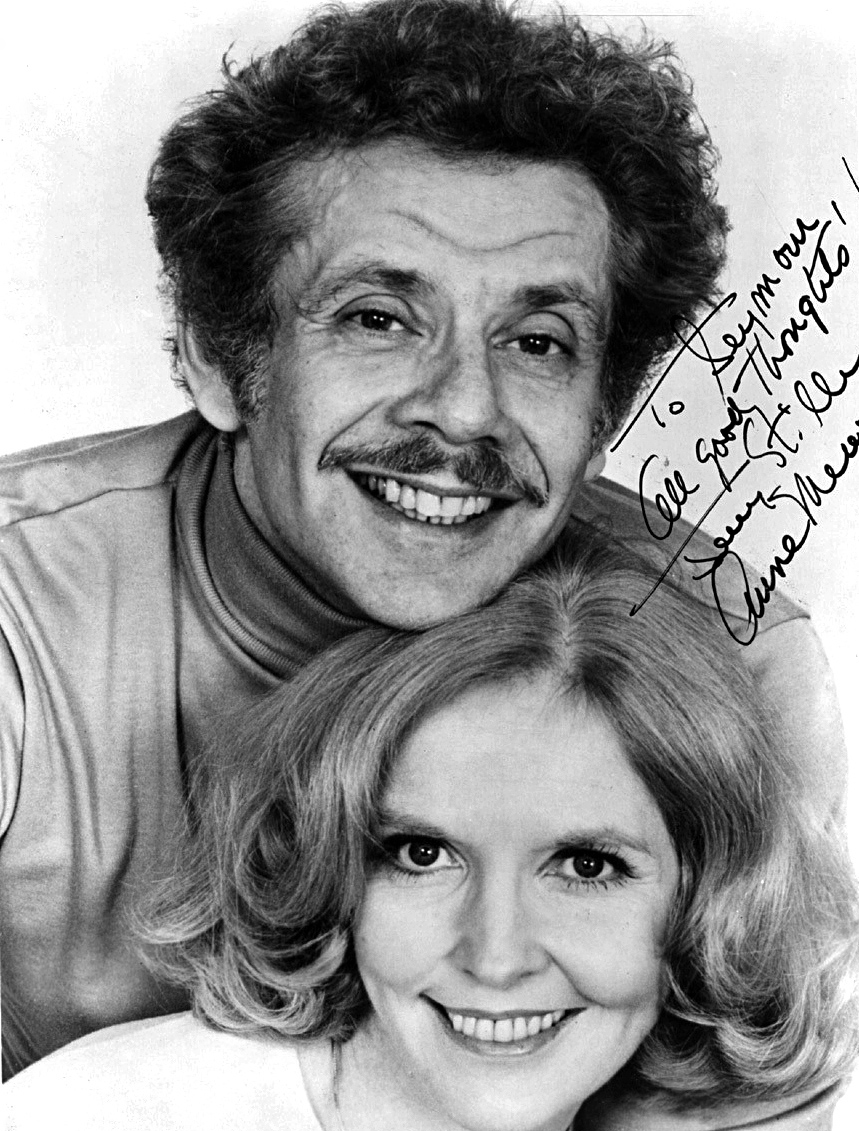
Jerry Stiller

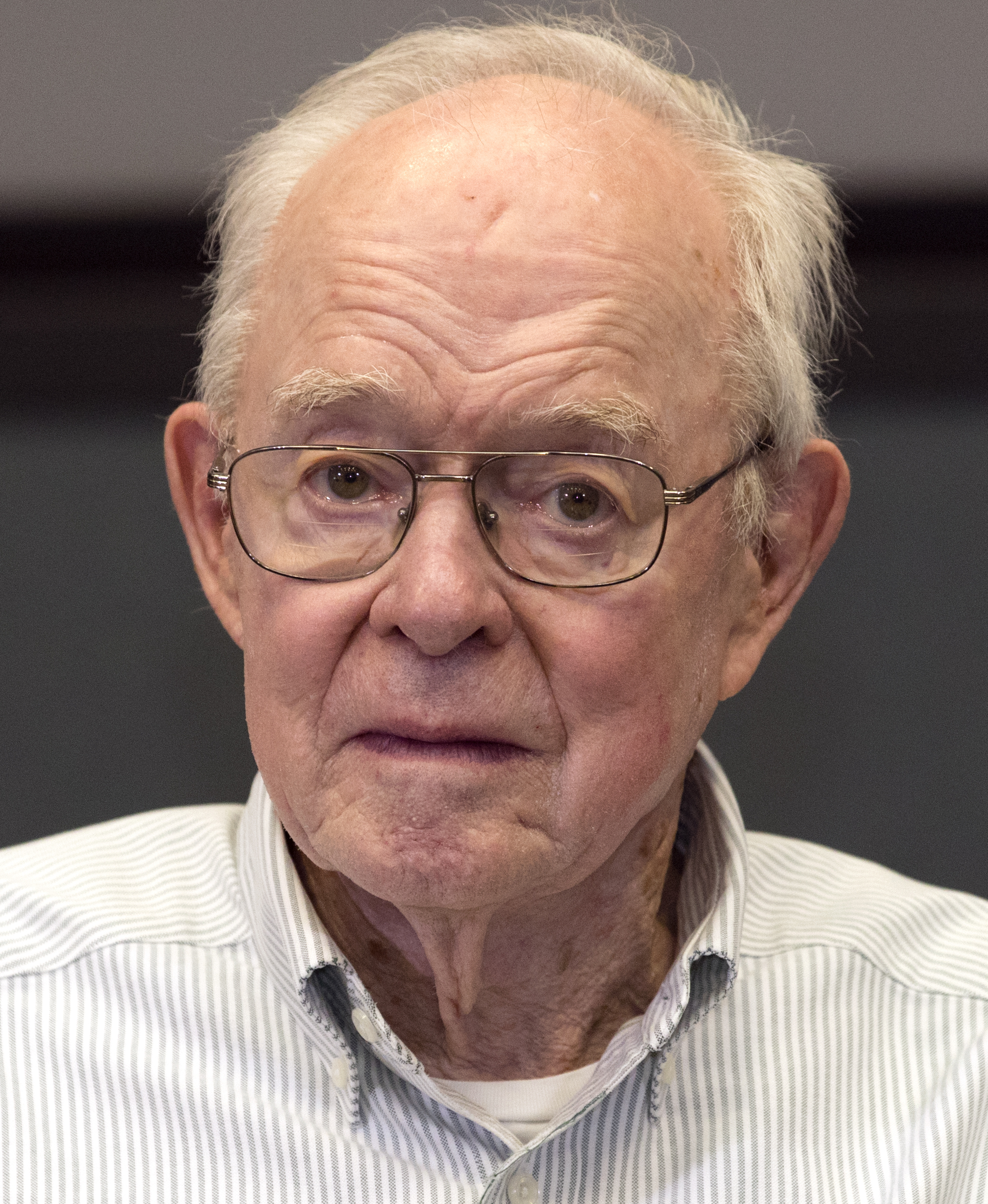
Eugene Parker

Trần Nhẫn

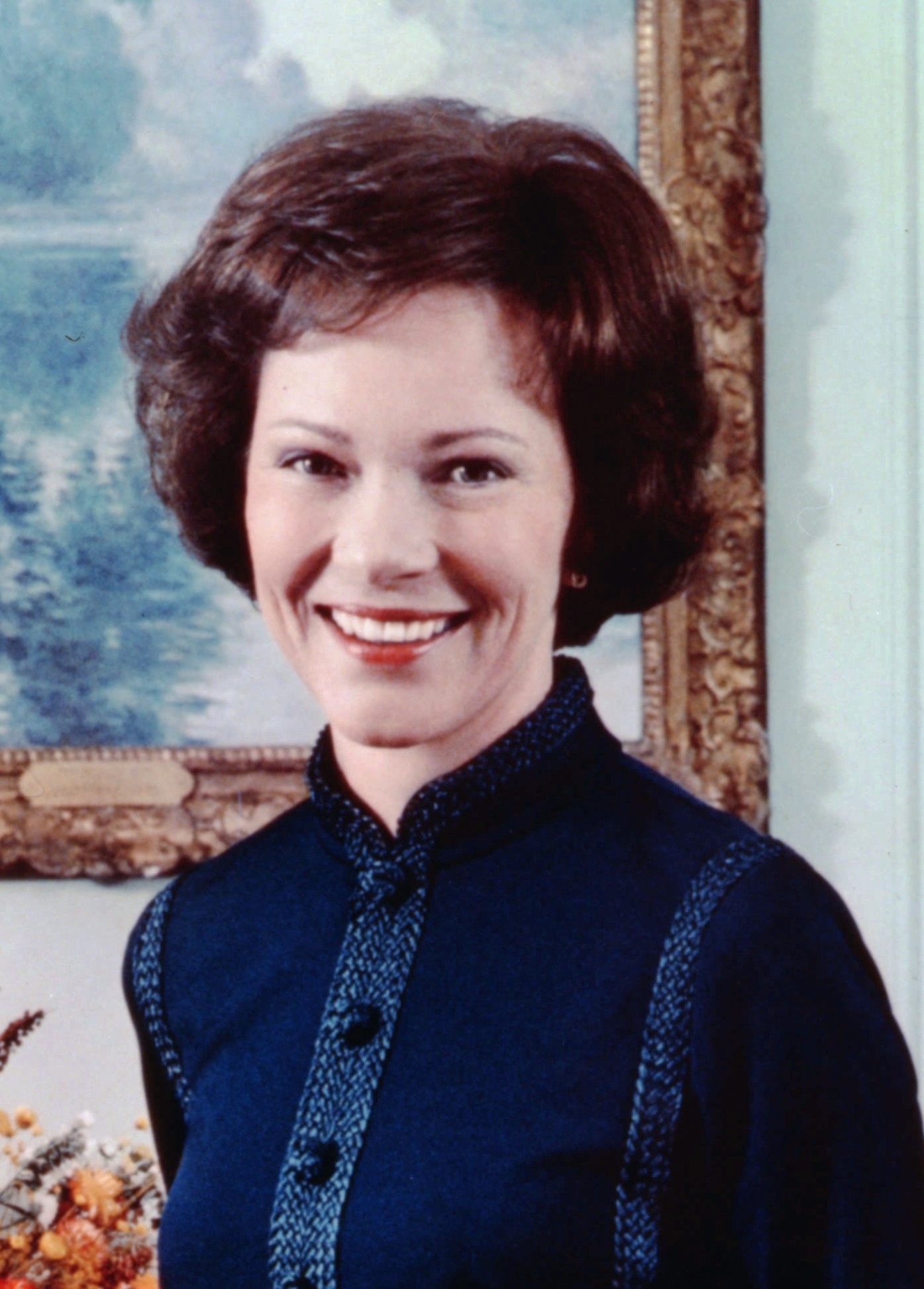
Rosalynn Carter

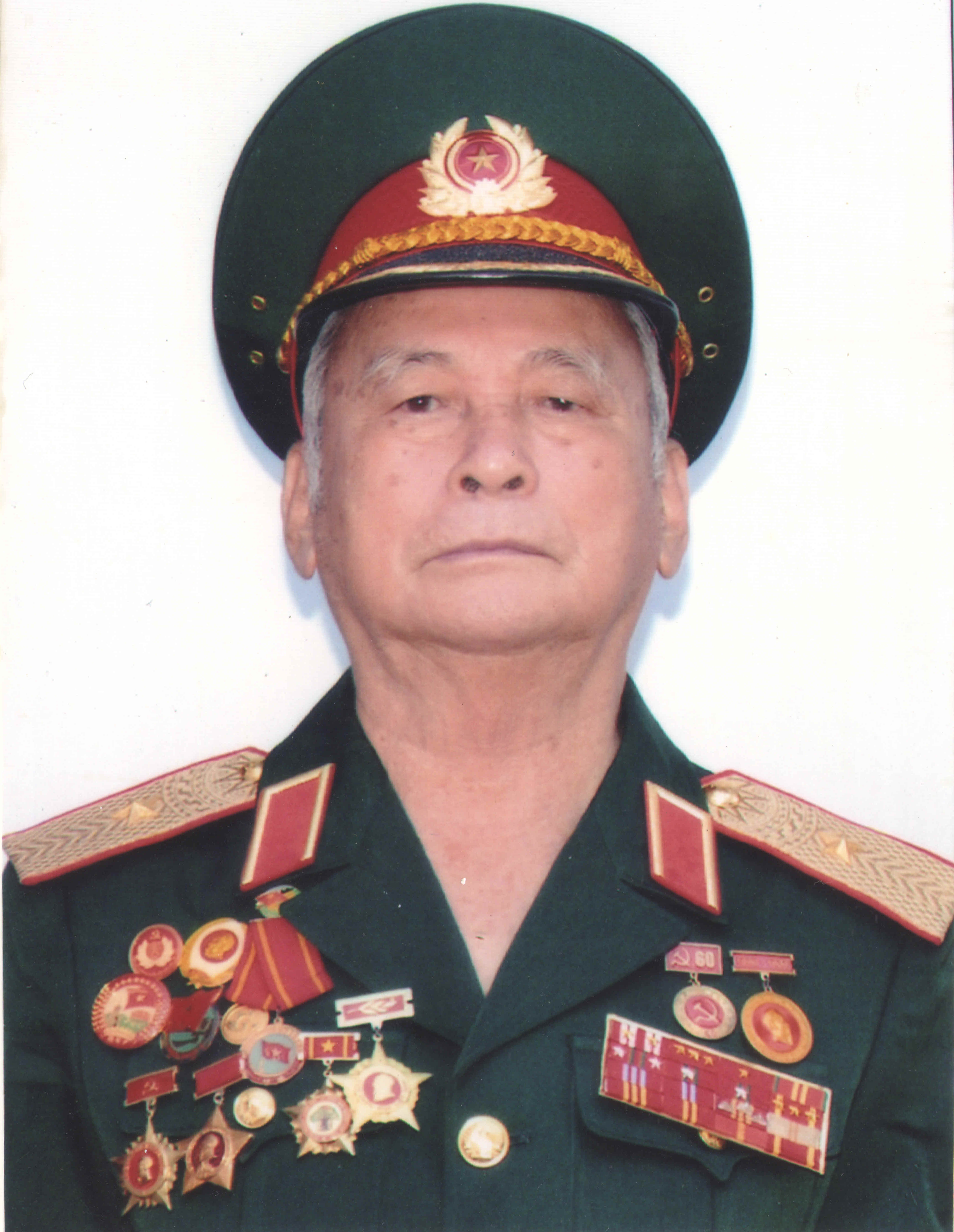
Hoàng Kim

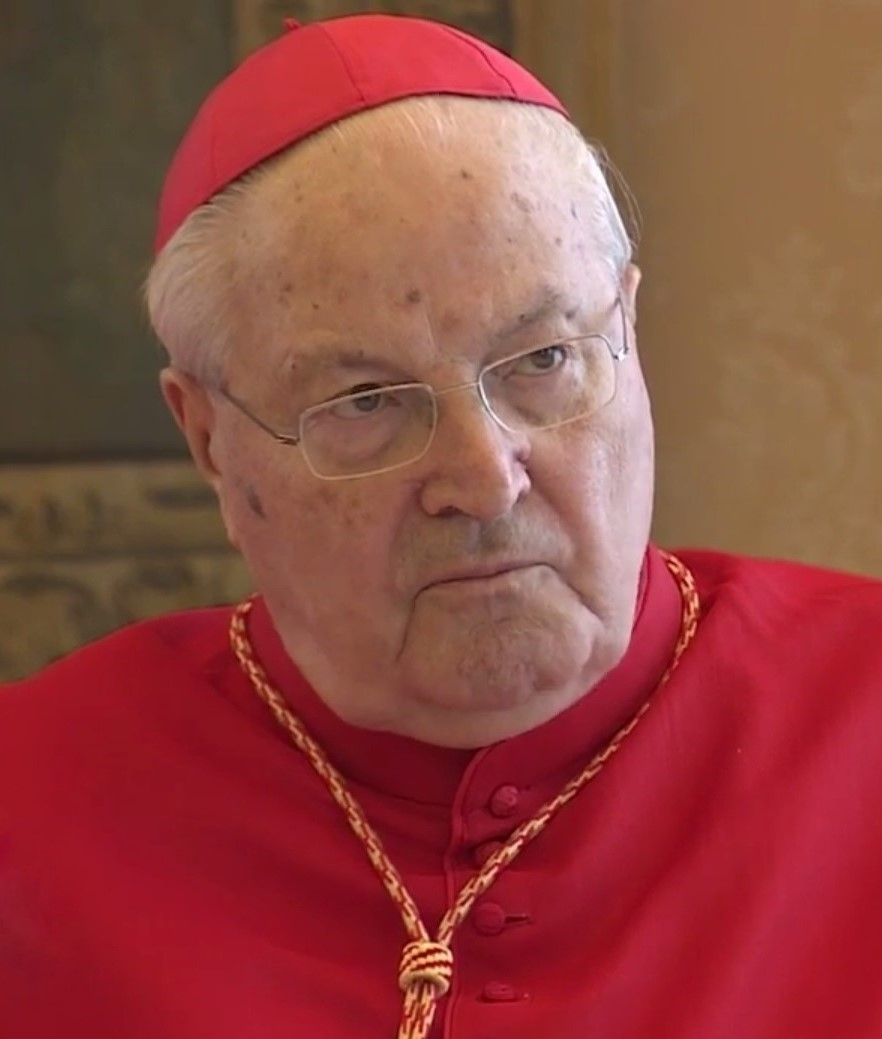
Angelo S

### Tháng 1
- 21 tháng 7: Gioan Baotixita Bùi Tuần (Jean Baptiste Bùi Tuần), Giám mục Công giáo người Việt Nam (m. 2024)
- 30 tháng 1: Olof Palme, Thủ tướng thứ 26 của Thuỵ Điển (m. 1986)

### Tháng 2
- 20 tháng 2: Sidney Poitier, diễn viên, nhà hoạt động và đại sứ người Mỹ/Bahama (m. 2022)
- 28 tháng 2: Nguyễn Văn Lập (Kostas Sarantidis), chiến sĩ người Hy Lạp/Việt Nam, Anh hùng Lực lượng Vũ trang Nhân dân Việt Nam (m. 2021)

### Tháng 4
- 16 tháng 4: Giáo hoàng Biển Đức XVI, Giáo hoàng thứ 265 của Tòa thánh Vatican (m. 2022)
- 27 tháng 4: Song Hae, Người dẫn chương trình truyền hình Hàn Quốc (m. 2022)

### Tháng 5
- 3 tháng 5: Lan Tianye, diễn viên Trung Quốc (m. 2022)
- 5 tháng 5: Đào Duy Khương, Giáo sư, Bác sĩ (m. 2002)
- 19 tháng 5: Lê Nam Phong, một sĩ quan cấp cao trong Quân đội nhân dân Việt Nam (m. 2022)
- 26 tháng 5: Nguyễn Thị Bình, Phó Chủ tịch nước

### Tháng 6
- 8 tháng 6: Jerry Stiller, diễn viên hài và diễn viên người Mỹ (m. 2020)
- 10 tháng 6: Eugene Parker, Nhà vật lý năng lượng mặt trời người Mỹ (m. 2022)

### Tháng 8
- 2 tháng 8: Trần Nhẫn, tướng lĩnh Quân đội nhân dân Việt Nam (m. 2022)
- 18 tháng 8: Rosalynn Carter, Đệ nhất phu nhân Hoa Kỳ (m. 2023)

### Tháng 9
- 8 tháng 9: Bùi Đình Kế, Đại tá, Nhà Báo Việt Nam (m. 2022)

### Tháng 10
- 1 tháng 10: Vũ Hắc Bồng, là nguyên Đại sứ Việt Nam tại Guinée (m. 2022)
- 10 tháng 10: Hoàng Kim, Thiếu tướng Việt Nam (m. 2020)
- 13 tháng 10: Turgut Özal, Tổng thống thứ 8 của Thổ Nhĩ Kỳ (m. 1993)
- 16 tháng 10: Günter Grass, nhà văn người Đức (m. 2015)

### Tháng 11
- 3 tháng 11: Odvar Nordli, Thủ tướng thứ 21 của Na Uy (m. 2018)
- 20 tháng 11: Mikhail Alexandrovich Ulyanov, diễn viên Nga, Nghệ sĩ Nhân dân Liên Xô (m. 2007)[1]
- 23 tháng 11: Angelo Sodano, một Hồng y người Ý của Giáo hội Công giáo Rôma (m. 2022)
- Tháng 12
- 5 tháng 12: Bhumibol Adulyadej, quốc vương Thái Lan, chồng của vương thái hậu Thái Lan Sirikit (m. 2016)
- 20 tháng 12: Kim Young-sam, Tổng thống thứ 7 của Hàn Quốc (m. 2015)
- 25 tháng 12: Ram Narayan, nghệ sĩ người Ấn Độ

### Không rõ ngày, tháng

Trần Doãn Kỷ

- Trần Doãn Kỷ, sĩ quan cao cấp của Quân đội nhân dân Việt Nam (m. 2021)
- Võ Minh Như, Thiếu tướng Quân đội nhân dân Việt Nam, nguyên Phó Tư lệnh Quân khu 7 (m. 2024)
- Lê Đăng Dần, đảng viên Đảng Cộng sản Việt Nam, nguyên Phó chủ nhiệm Chính trị/Quân khu 4 (m. 2025)[2]

## Mất

### Tháng 3
- 31 tháng 3: Khang Hữu Vi, nhà văn người Trung Quốc. (s. 1858)

### Tháng 6
- 13 tháng 6: Lương Văn Can, Nhà cách mạng Việt Nam, một trong số những người lập ra trường Đông Kinh Nghĩa Thục (s. 1854)

## Giải Nobel
- Vật lý - Arthur Holly Compton, Charles Thomson Rees Wilson
- Hóa học - Heinrich Otto Wieland
- Sinh lý học hoặc Y học - Julius Wagner-Jauregg
- Văn học - Henri Bergson
- Hòa bình - Ferdinand Buisson, Ludwig Quidde